# Kultura kokoriewska
Kultura kokoriewska – nazwa niniejszej jednostki kulturowej związana jest z eponimicznym stanowiskiem Kokoriewo znajdującego się nad górnym Jenisejem. Zespół zjawisk kulturowych utożsamianych z omawianą kulturą obejmował swym zasięgiem obszary Syberii przeważnie w dorzeczu Jeniseju. Rozwój tej jednostki kulturowej wyznaczają daty od ok. 15 do ok. 10 tys. lat temu. Inwentarz kamienny w owej kulturze pozyskiwany był przez stosowanie techniki wiórowej z której pozyskiwano ostrza, wiórowce, drapacze, oraz rylce. Gospodarka kultury kokoniewskiej oparta była na polowaniach na renifery, konie, kułany, kozły, bowidy, pieśce, jelenie, dziki, tury oraz mamuty. 